# Lioubov Sokolova
Pour les articles homonymes, voir Sokolova.
Lioubov Vladimirovna Sokolova (en russe : Любовь Владимировна Соколова) est une ancienne joueuse de volley-ball russe née le 4 décembre 1977 à Moscou. Elle mesure 1,93 m et jouait au poste de réceptionneuse-attaquante. Elle a totalisé 224 sélections en équipe de Russie.

## Biographie
Lioubov Sokolova fait partie de l'équipe de Russie de volley-ball féminin médaillée d'argent aux Jeux olympiques d'été de 2000 à Sydney et aux Jeux olympiques d'été de 2004 à Athènes.

## Clubs
| Club                      | De        | À         |
| ------------------------- | --------- | --------- |
| CSKA Moscou               | 1992-1993 | 1994-1995 |
| Rossy Moscou              | 1995-1996 | 1995-1996 |
| Mladost Zagreb            | 1997-1998 | 1997-1998 |
| Hitachi Kodaira           | 1998-1999 | 1998-1999 |
| Ouralotchka NTMK          | 1999-2000 | 1999-2000 |
| Eczacıbaşı İstanbul       | 2000-2001 | 2000-2001 |
| Volley Bergamo            | 2002-2003 | 2004-2005 |
| Giannino Pieralisi Volley | 2005-2006 | 2005-2006 |
| CAV Murcia 2005           | 2006-2007 | 2006-2007 |
| Zaretchie Odintsovo       | 2007-2008 | 2008-2009 |
| Giannino Pieralisi Volley | 2009-2010 | 2009-2010 |
| Fenerbahçe İstanbul       | 2010-2011 | 2011-2012 |
| Eczacıbaşı İstanbul       | 2012-2013 | 2012-2013 |
| Dinamo Krasnodar          | 2013-2014 | 2017-2018 |

## Palmarès

### Équipe nationale
- Jeux olympiques
  -  2000 à Sydney.
  -  2004 à Athènes
- Championnat du monde (2)
  - Vainqueur : 2006, 2010
- Grand Prix Mondial (1)
  - Vainqueur : 1999
- Championnat d'Europe (2)
  - Vainqueur : 1999, 2001

### Clubs
- Championnat du monde des clubs
  - Vainqueur : 2010
  - Finaliste : 2015.
- Ligue des champions (2)
  - Vainqueur : 2005, 2012
  - Finaliste : 2008.
- Top Teams Cup (1)
  - Vainqueur : 2007.
- Coupe de la CEV (1)
  - Vainqueur : 2004, 2015, 2016.
- Championnat d'Italie (1)
  - Vainqueur : 2004
- Supercoupe d'Italie (1)
  - Vainqueur : 2004
- Championnat de Turquie (2)
  - Vainqueur : 2001, 2011.
  - Finaliste : 2013.
- Coupe de Turquie (1)
  - Vainqueur : 2001.
  - Finaliste : 2013.
- Supercoupe de Turquie
  - Vainqueur: 2010, 2012.
- Championnat de Russie (2)
  - Vainqueur : 2000, 2008
  - Finaliste : 2009
- Coupe de Russie (1)
  - Vainqueur : 2008, 2014, 2015.

### Distinctions individuelles
- Grand Prix Mondial de volley-ball 1999: Meilleure serveuse.
- Coupe du monde de volley-ball féminin 1999: Meilleure attaquante et meilleure réceptionneuse.
- Grand Prix Mondial de volley-ball 2000: Meilleure marqueuse et MVP.
- Championnat d'Europe de volley-ball féminin 2001: Meilleure réceptionneuse et meilleure serveuse.
- Ligue des champions de volley-ball féminin 2004-2005: Meilleure attaquante et MVP[1].
- Top Teams Cup 2006-2007: Meilleure serveuse et MVP[2].
- Championnat d'Europe de volley-ball féminin 2007: Meilleure réceptionneuse[3].